# اوا دولژالووا
اِوا دولژالووا (انگلیسی: Eva Doležalová؛ زادهٔ ۵ مهٔ ۱۹۹۱) بازیگر، کارگردان، فیلم‌نامه‌نویس و تهیه‌کننده فیلم اهل جمهوری چک است.
از فیلم‌ها یا مجموعه‌های تلویزیونی که وی در آن‌ها نقش داشته است، می‌توان به خودم را تاپ می‌نامم (۲۰۰۴) اشاره نمود.